# Mycalesis canicula
Mycalesis canicula är en fjärilsart som beskrevs av Hans Fruhstorfer 1908. Mycalesis canicula ingår i släktet Mycalesis och familjen praktfjärilar. Inga underarter finns listade i Catalogue of Life.